# Форментера-дель-Сегура
Форментера-дель-Сегура (ісп. Formentera del Segura) — муніципалітет в Іспанії, у складі автономної спільноти Валенсія, у провінції Аліканте. Населення — 4446 осіб (2022).
Муніципалітет розташований на відстані близько 360 км на південний схід від Мадрида, 37 км на південний захід від Аліканте.
На території муніципалітету розташовані такі населені пункти: (дані про населення за 2010 рік)
- Лос-Паласіос: 1757 осіб
- Форментера-дель-Сегура: 2607 осіб

## Демографія
Динаміка населення (INE ):

## Галерея зображень

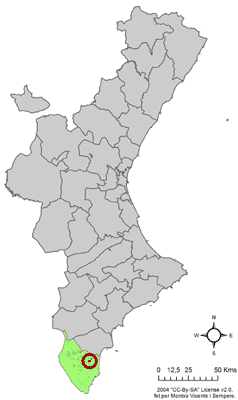
Розташування муніципалітету Форментера-дель-Сегура у автономній спільноті Валенсія
Розташування муніципалітету Форментера-дель-Сегура у комарці Вега-Баха-дель-Сегура